# Town of Pines
Town of Pines è un comune degli Stati Uniti d'America, situato nello Stato dell'Indiana, nella contea di Porter.